# KMA (Mittelwellensender)
Koordinaten: 40° 46′ 48,6″ N, 95° 21′ 36,2″ W
KMA ist eine Radiostation aus Shenandoah, Iowa. Der Sender versorgt den Mittleren Westen der USA.
Shenandoah ist die Heimatstadt der Earl May Seed Company. Die Firma gründete den Hörfunksenders KMA und später KFNF. KMA sendet auf 960 kHz mit 5 kW. Das Programm wird von der UKW-Station KMA-FM simulcasted.

## Programm
Das Programm besteht aus Eigenproduktionen und der Nachrichtenschiene von ABC News Radio und dem Westwood-One-Angebot.

## Geschichte
Der Sender wurde 1925 von dem Geschäftsmann Earl May gegründet. Die Earl May Seed and Nursery Company ist bis heute eng mit dem Sender verbunden.
Von 1945 bis 1952 präsentierten Ike und Margaret Everly, die Eltern der Everly Brothers bei KMA, eine tägliche Radioshow. Die Sendung wurde als „The Everly Family Show“ bekannt. Auch die Söhne Don und Phil Everly traten ab und an in der Sendung auf.
Im Jahr 2010 nahm KMA Broadcasting die UKW-Station KMA-FM auf 99,1 MHz in Betrieb. Der Sender ist mit 100 kW in Clarinda, Iowa lizenziert. Daneben gehört der Firma auch Hometown Cable in Südwest-Iowa.
Die Earl May Seed and Nursery Company ist nach wie vor in Familienbesitz.